# Liste bekannter Sendeanlagen
Im Folgenden sind bekannte Sendeanlagen von Rundfunkstationen aufgelistet. Zahlreiche von ihnen sind auf Skalen älterer Rundfunkgeräte zu finden. Aufgrund der hohen Anzahl von Sendeanlagen kann diese Seite keinen Anspruch auf Vollständigkeit erheben. Außerhalb Europas sind schwerpunktmäßig Sender und Relaisstationen von Auslandsdiensten aufgeführt.

## Europa

### Belarus
- Maladsetschna (VLF)
- Sosnowy (LW, demontiert)

### Belgien
- Sender Lüttich (DVB-T, UKW, DAB, Mobilfunk, Richtfunk)
- Botrange (UKW (stillgelegt), Richtfunk)
- Wavre (MW (stillgelegt), KW, UKW, DVB-T, DAB)
- Overijse (MW)
- Sendeturm Sint-Pieters-Leeuw (DAB)
- Sendeturm Namur-Profondeville (TV, UKW)
- Sender Raeren-Petergensfeld (UKW, DAB)
- Wasserturm Mechelen-Zuid (UKW)

### Bosnien
- Mostre (MW, abgerissen)

### Bulgarien
- Kaliakra (MW)
- Wakarel (LW (stillgelegt), MW)
- Widin (MW)
- Pleven (MW, abgerissen)
- Sofia, Kostinbrod (KW)

### Dänemark
- Sender Rangstrup (UKW, TV)
- Aarhus/Soesterhoj (UKW, TV)
- Aalborg/Frejlev (UKW, TV)
- Kopenhagen/Gladsaxe (UKW, TV)
- Nakskov, Südseeland (UKW, TV)
- Fyn (UKW, TV)
- Skagen (UKW)
- Odsherred (UKW)
- Oksbol, Westjütland (UKW)
- Holstebro (UKW, TV)
- Vejle (UKW, TV)
- Kalundborg (LW Ende 2023 abgeschaltet, MW stillgelegt 2011, 2012 abgerissen)

### Deutschland
Eine Übersicht über besondere Standorte der Grundnetzsender existiert dort.

#### Baden-Württemberg
- Aalen (UKW, DAB, DVB-T)
- Bad Mergentheim-Löffelstelzen (UKW, DAB, DVB-T)
- Baden-Baden Fremersberg (UKW, DVB-T)
- Blauen (UKW, TV)
- Bodenseesender (Meßkirch-Rohrdorf) (MW demontiert, KW demontiert)
- Brandenkopf (UKW, DAB, DVB-T)
- Buchen (MW (abgerissen), UKW, DAB+)
- Donebach (LW) (DLF; abgeschaltet am 31. Dezember 2014, abgerissen 2018)
- Dossenheim (MW, demontiert)
- Feldberg (UKW, TV)
- Freiburg-Lehen (MW (stillgelegt), UKW)
- Geislingen/Oberböhringen (UKW, DAB, DVB-T)
- Heidelberger Fernmeldeturm (UKW, DAB)
- Heidelberger Fernsehturm (DVB-T, UKW)
- Heidelberg-Wieblingen (AFN, MW, UKW, stillgelegt 2014, abgerissen 2020)
- Heubach (UKW, TV)
- Hirschlanden (MW; abgeschaltet am 7. März 2014, abgerissen)
- Hochrheinsender (DVB-T)
- Hornisgrinde (UKW, DAB, TV)
- Hüfingen (DVB-T)
- Langenbrand (UKW, DAB, DVB-T)
- Langenburg (UKW, TV)
- Mudau (UKW, TV)
- Fernmeldeturm Mannheim (UKW)
- Mühlacker (MW (Reservemast und Richtantennen demontiert), KW demontiert, UKW)
- Obereisesheim (MW; abgeschaltet am 1. Juli 2011, abgerissen)
- Raichberg (UKW, DAB, DVB-T)
- Ravensburg/Höchsten (DVB-T)
- Ravensburg/Wilhelmskirch (MW demontiert)
- Stuttgarter Fernmeldeturm (UKW, DAB, DVB-T)
- Stuttgarter Fernsehturm (UKW, DAB)
- Fernmeldeturm Vogtsburg-Totenkopf im Kaiserstuhl (UKW, DAB, DVB-T)
- Ulm-Ermingen (UKW, DVB-T)
- Ulm-Jungingen (MW, außer Betrieb, Amateurfunk)
- Ulm-Kuhberg (UKW, DAB)
- Waldburg (UKW, DAB)
- Waldenburg-Friedrichsberg (UKW, TV)
- Witthoh (UKW, DAB)

#### Bayern
- Aholming (LW) (DLF; abgeschaltet am 31. Dezember 2014; gesprengt am 29. März 2018 )
- Brotjacklriegel (UKW, DAB, DVB-T)
- Büttelberg (UKW, DAB, TV)
- Dillberg (MW (abgeschaltet September 2015), UKW, DAB, DVB-T)
- Erching (LW stillgelegt, demontiert)
- Erlangen-Tennenlohe (DVB-T/DVB-H-Versuchssender, DAB)
- Gelbelsee bei Ingolstadt (UKW, DAB, DVB-T)
- Grünten (UKW, DAB, DVB-T)
- Günzburg (UKW)
- Heidelstein (UKW, DAB, bis 29. Mai 2006 auch TV, DVB-T)
- Heretsried bei Augsburg (UKW, DVB-T)
- Hesselberg (UKW, TV)
- Hof (Hohensaas) (MW; abgeschaltet am 30. September 2015, abgerissen 2018)
- RIAS-Sender Hof (MW stillgelegt und abgebaut)
- Hohe Linie (bei Regensburg) (UKW, DAB, DVB-T)
- Hohenpeißenberg (UKW, DAB, DVB-T)
- Hoher Bogen (UKW, DAB, DVB-T)
- Holzkirchen (abgerissen, MW, KW) (IBB)
- Hühnerberg (UKW, DAB, TV)
- Sendeanlage Ismaning (MW (abgeschaltet am 30. September 2015; demontiert), KW (demontiert), UKW, DAB) (BR, IBB)
- Kreuzberg (UKW, DAB, DVB-T)
- Landshut (UKW, DAB, DVB-T)
- München-Olympiaturm (UKW, DAB, DVB-T)
- Nürnberg-Fernmeldeturm (UKW, DAB, DVB-T)
- Nürnberg-Adlerstraße (UKW)
- Nürnberg-Kleinreuth (MW stillgelegt, demontiert)
- Ochsenkopf (UKW, DAB, TV)
- Pfaffenberg bei Aschaffenburg (UKW, DAB, DVB-T)
- Pfaffenhofen (UKW, DVB-T)
- Pfarrkirchen (Postmünster-Hieb) (UKW, DAB, DVB-T)
- Regensburg-Ziegetsberg (UKW, TV)
- Rohrbach-Waal (KW, Channel292)
- Schwabach (bei Nürnberg) (UKW)
- Thurnau (bei Kulmbach) (MW, abgerissen)
- Untersberg (UKW, DAB, bis 2011 auch TV, DVB-T) (steht auf österreichischem Territorium)
- Wendelstein (UKW, DAB, DVB-T)
- Wertachtal (KW; abgeschaltet und demontiert) (DW)
- Würzburg (MW (Abschaltung am 30. September 2015), UKW, DAB, DVB-T)

#### Berlin
- Richtfunkanlage Berlin-Frohnau (Richtfunk, MW abgerissen)
- Stallupöner Allee (MW, demontiert)
- Berlin-Scholzplatz (UKW, DAB, TV)
- Sendemast Berlin-Olympiastadion (UKW)
- Berliner Funkturm (1925–1973 Rundfunksendestandort)
- Berliner Fernsehturm (UKW, DAB, TV)
- Berlin-Britz (MW, KW, UKW; abgerissen)
- Berlin-Schäferberg (UKW, TV, MW; DRM-Test, außer Betrieb)
- Berlin-Köpenick (MW, UKW, demontiert)

#### Brandenburg
- Zehlendorf (UKW, LW, MW) (u. a. DLR Kultur) abgerissen
- Fernmeldeturm Calau (UKW, DAB, DVB-T)
- Sender Königs Wusterhausen (UKW/MW aktiv; LW, KW stillgelegt)
- Nauen (KW aktiv)
- Golm (MW stillgelegt und abgerissen)
- Deutschlandsender III, Herzberg (Elster) (LW, kriegsbeschädigt und demontiert)

#### Bremen
- Fernmeldeturm Utbremen (UKW, DAB, DVB-T)
- Bremen-Oberneuland (MW, 2010 stillgelegt, abgerissen)
- Fernmeldeturm Bremerhaven-Schiffdorf (liegt bereits in Niedersachsen) (UKW, DVB-T)
- Leher Feld (MW, TV, abgerissen)

#### Hamburg
- Rundfunksender Billwerder-Moorfleet (MW (abgerissen), UKW, DAB, DVB-T)
- Höltigbaum (UKW, DVB-T)
- Heinrich-Hertz-Turm (UKW, DAB, DVB-T)
- Fernmeldeturm Hamburg-Lohbrügge (UKW)

#### Hessen
- Großer Feldberg (UKW, DAB, bis 6. Dezember 2004 auch TV, DVB-T)
- Fernmeldeturm Europaturm (Frankfurt am Main) (UKW, DAB, DVB-T)
- Hohe Wurzel (bei Wiesbaden) (UKW, DAB, DVB-T)
- Hoher Meißner (bei Hessisch Lichtenau) (MW (seit 1. Januar 2010 abgeschaltet, Stahlrohrmast im März 2015 abgerissen), UKW, DAB, DVB-T)
- Fernmeldeturm Habichtswald (auf dem Essigberg) (UKW, DAB, DVB-T)
- Rimberg (Knüll) (UKW, DAB, DVB-T)
- Angelburg (auch Dillenburg genannt) (UKW, DVB-T)
- Sackpfeife (auch Biedenkopf genannt), vom WDR mitbenutzt als „UKW-Sender Wittgenstein“ (UKW, DAB, bis 2005 auch TV)
- Würzberg (Odenwald) (UKW, DVB-T)
- Hardberg (Odenwald) (UKW, DAB, bis 29. Mai 2006 auch TV)
- Krehberg (Odenwald) (UKW, bis 29. Mai 2006 auch TV)
- Sender Mainz-Kastel (UKW, DAB)
- Weiskirchen (bei Frankfurt) (MW) seit 1. Januar 2010 abgeschaltet, abgerissen
- Weißkirchen (bei Frankfurt) (AFN-MW; abgeschaltet am 31. Mai 2013, demontiert 2015)
- Mainflingen (LW: Zeitzeichen DCF77, MW abgeschaltet am 31. Dezember 2011, Anlage demontiert)
- Biblis (KW) (RFE/RL, (IBB))
- Lampertheim (KW) (RFE/RL, (IBB))
- Dünsberg bei Gießen (DAB)
- Hoherodskopf (im Vogelsberg) (UKW)
- Hohes Gras (Habichtswald) (bis 29. Mai 2006 TV)
- Fernmeldeturm Höllberg (UKW)
- Sender Stoppelberg (UKW)
- OfficeTower Darmstadt (UKW)

#### Mecklenburg-Vorpommern
- Schweriner Fernsehturm-Neu Zippendorf (UKW, DAB, DVB-T)
- Sender Wöbbelin (MW stillgelegt und abgerissen)
- Putbus (MW stillgelegt und abgerissen)
- Sender Rostock-Toitenwinkel (UKW, DAB, DVB-T)
- Fernsehturm Schlemmin (früher TV)
- Fernmeldeturm Helpterberg (UKW, DVB-T)
- Röbel-Woldzegarten (UKW, DAB, bis 2005 auch TV)
- Sender Züssow (DAB, bis 2005 auch TV)

#### Niedersachsen
- Sender Aurich-Popens (UKW, DAB, DVB-T)
- Barsinghausen (UKW)
- Sender Behren-Bokel Sprakensehl (UKW, TV)
- Funkübertragungsstelle Bergen 1 in Bergen (Landkreis Celle) (UKW)
- Sender Bovenden „Fernmeldeturm Osterberg“, Landkreis Göttingen (UKW, DAB, früher auch TV)
- Fernmeldeturm Broitzem (UKW, DAB, DVB-T)
- Cremlingen (MW stillgelegt und abgerissen)
- Dannenberg (UKW, TV, MW (stillgelegt und abgerissen))
- Drachenberg (Elm) (UKW, DAB)
- Eilvese (VLF stillgelegt)
- Göttingen-Nikolausberg (UKW, früher auch MW, gesprengt am 14. Dezember 2022[1])
- Fernmeldeturm Grafensundern im Iburger Wald, Landkreis Osnabrück (UKW, DAB, bis 2005 auch TV)
- Hemmingen (MW stillgelegt, UKW, DVB-T)
- Höhbeck (UKW, TV)
- Lingen (Ems) (MW stillgelegt, UKW, DAB, DVB-T)
- Fernmeldeturm Rosengarten (UKW, DVB-T)
- Otterndorf (UKW)
- Saterland-Ramsloh (VLF)
- Fernmeldeturm Schiffdorf (bei Bremerhaven) (UKW, DVB-T)
- Schinkelturm (Osnabrück) (UKW, UHF, SHF, früher auch TV)
- Rundfunksender Schleptruper Egge (UKW, DAB, DVB-T)
- Sibbesse, Landkreis Hildesheim (UKW, DAB, DVB-T)
- Fernmeldeturm Solling, Hardegsen-Espol, Landkreis Northeim (DVB-T)
- Steinkimmen (Oldenburger Land) (UKW, DAB, DVB-T)
- Telemax (Hannover) (UKW, DAB, DVB-T)
- Torfhaus (UKW, DVB-T)
- Sender Visselhövede (UKW, DAB, DVB-T)
- Winsen
- Zeven (LW Decca, abgerissen, Mobilfunk)

#### Nordrhein-Westfalen
- Aachen-Stolberg (UKW, DAB, DVB-T)
- Mulleklenkes (Aachen) (UKW, DAB, DVB-T)
- Bielstein (UKW, DAB, DVB-T)
- Fernmeldeturm Bödefeld, Hochsauerlandkreis (DAB, DVB-T)
- Venusberg (Bonn) (UKW, DAB, DVB-T)
- Colonius (UKW, DAB, DVB-T)
- Sender Ederkopf (UKW, DAB)
- Sendeturm Eifel-Bärbelkreuz (UKW, DAB)
- Fernmeldeturm Essen (UKW, DVB-T)
- Florianturm (Dortmund) (UKW, DAB, DVB-T)
- Hünenburg (Bielefeld) (UKW, DAB, DVB-T)
- Jakobsberg (UKW, DAB, DVB-T)
- Jülich (KW, MW, abgerissen 2010)
- Kall-Krekel (KW, UKW, aktiv)
- Kleve (UKW, DAB, DVB-T)
- Langenberg (UKW, DAB, DVB-T, bis 2015 auch MW)
- Nordhelle (Ebbegebirge) (UKW, DVB-T)
- Sender Nottuln (UKW, DAB, DVB-T)
- Rheinturm (UKW, DAB, DVB-T)
- Sender Wesel (UKW, DAB, DVB-T)

#### Rheinland-Pfalz
- AFN-Sender Sambach (MW, abgerissen 2020)
- Fernmeldeturm Bad Kreuznach (UKW)
- Fernmeldeturm Bornberg (UKW, DAB)
- Fernmeldeturm Heckenbach-Schöneberg (UKW, DVB-T)
- Fernmeldeturm Kaiserslautern (UKW, DVB-T)
- Fernmeldeturm Koblenz (UKW, DAB, DVB-T)
- Fernmeldeturm Ludwigshafen am Rhein (UKW)
- Fernmeldeturm Ober-Olm (UKW)
- Fernmeldeturm Trier-Petrisberg (UKW, DAB, DVB-T)
- Fernmeldeturm Kahlheid (Amateurfunk, Richtfunk, Mobilfunk)
- Rheinsender (MW zurückgebaut, UKW)
- Sender Alf-Bullay (UKW)
- Sender Bad Kreuznach-Kauzenburg (UKW)
- Sender Bad Marienberg (UKW, DVB-T)
- Sender Bendorf-Vierwindenhöhe (UKW)
- Sender Bleialf (UKW)
- Sender Boppard-Fleckertshöhe (UKW)
- Sender Donnersberg (UKW, DAB, DVB-T)
- Sender Eifel (UKW, DAB, DVB-T)
- Sender Haardtkopf (UKW, DAB, DVB-T)
- Sender Idar-Oberstein-Hillschied (UKW, DAB)
- Sender Kalmit (UKW)
- Sender Kettrichhof (UKW, DAB, DVB-T)
- Sender Kirn-Gauskopf (UKW)
- Sender Koblenz (MW stillgelegt und abgerissen)
- Sender Koblenz (Dieblich-Naßheck) (UKW)
- Sender Kreuzweiler-Dilmar (UKW)
- Sender Linz am Rhein (UKW, DAB, DVB-T)
- Sender Nahetal (UKW)
- Sender Rech-Steinerberg (UKW)
- Sender Rotenberg (MW (stillgelegt), UKW, DAB+)
- Sender Saarburg (UKW, DVB-T)
- Sender Schnee-Eifel (UKW)
- Sender Trier (stillgelegt)
- Sender Trier-Markusberg (UKW)
- Sender Weinbiet (UKW, DAB, DVB-T)
- Sender Zweibrücken (UKW)

#### Saarland
- Sender Heusweiler (MW, demontiert 2018)
- Felsberg-Berus (LW(Europe 1 (bis 31. Dezember 2019), abgerissen 2020), DAB+, DVB-T2)
- Göttelborner Höhe (UKW, DAB+, DVB-T2, DVB-T2)
- Sender Riegelsberg-Schoksberg (UKW, DAB+, DVB-T2)
- Sender Spiesen (DVB-T2, DAB+)

#### Sachsen-Anhalt
- Sender Bernburg (UKW aktiv, MW stillgelegt und abgerissen)
- Sendeanlagen auf dem Brocken (UKW, DAB, TV)
- Sender Burg (LW, MW, beide stillgelegt, DCF aktiv auf LW)
- Fernsehturm Dequede (UKW, TV)
- Sender Frohser Berg (UKW)
- Sender Wittenberg (Gallunberg) (UKW, DAB, DVB-T)
- Petersberg (UKW, DAB)
- Kuhberg Jessen (Elster) (UKW)

#### Sachsen
- Wiederau (UKW, MW und TV stillgelegt und abgerissen)
- Funkturm Leipzig, Messegrund (DAB, DVB-T)
- Leipzig, Stadtwerke (DAB und DVB-T zum Funkturm Leipzig verlegt, Anlage stillgelegt und demontiert)
- Sender Wilsdruff (MW stillgelegt und Funkmast abgerissen)
- Dresdner Fernsehturm (UKW, DAB, DVB-T, TV stillgelegt)
- Fernsehturm Geyer (UKW, DAB, DVB-T, TV stillgelegt)
- Chemnitz-Reichenhain (UKW, DVB-T, DAB)
- Sender Schöneck (UKW, DAB, DVB-T und TV stillgelegt)
- Schafberg (Löbau) (UKW, DVB-T, DAB)
- Reichenbach O.L. (MW stillgelegt und abgerissen)
- Görlitz-Landeskrone (TV stillgelegt)
- Görlitz-Gewerbecenter (DVB-T)
- Sender Hoyerswerda/Zeißig (UKW, DAB)
- Sender Oschatz (UKW, DAB)

#### Schleswig-Holstein
- Flensburg (MW (stillgelegt), UKW, TV)
- Sender Kiel (Kronshagen) (UKW, DAB)
- Fernmeldeturm Kiel (UKW, DVB-T)
- Friedrichsort (Küstenfunkstelle „Kiel Radio“ aufgegeben)
- Sender Helgoland (UKW, DVB-T, Mobilfunk)
- Ehndorf (MW, abgerissen)
- Bungsberg (UKW, TV)
- LORAN-C-Sender Rantum (LW LORAN-C (stillgelegt))
- Pinneberg (LW, KW, DDH47, Wetterfax)
- Westerland (UKW)
- Morsum (Sylt) Sender Nösse (UKW)
- Heide/Welmbüttel (UKW, TV (DVB-T))
- Schleswig (UKW, DVB-T, Mobilfunk, Richtfunk)
- Fuhlenhagen/Mölln
- Neumünster/Armstedt (UKW, TV)
- Neumünster/Ehndorf (Mittelwelle, abgerissen)
- Kisdorf (UKW)
- Sender Lübeck (Stockelsdorf) (UKW, DVB-T, Mobilfunk, Richtfunk)

#### Thüringen
- Sendeanlage Wachenbrunn (MW, stillgelegt, abgerissen)
- Sender Weida (MW stillgelegt und demontiert)
- Sender Gera-Ronneburg (UKW, TV stillgelegt, DAB nach Gera Roschütz verlegt)
- Sender Gera Roschütz (DVB-T, DAB, UKW)
- Sender Inselsberg (UKW, DAB, DVB-T, TV stillgelegt)
- Sender Bleßberg (UKW, DVB-T, DAB, TV stillgelegt)
- Sender Remda (UKW, DAB)
- Sender Weimar (Ettersberg) (UKW, DAB, DVB-T, TV abgeschaltet, MW abgerissen)

### Finnland
- Lahti (LW stillgelegt, KW stillgelegt)
- Pori (MW stillgelegt, KW stillgelegt) (Yleisradio)

### Frankreich
- Allouis (LW (nur noch Zeitzeichen), KW)
- Le Blanc (VLF)
- Paris-Eiffelturm (UKW, TV)
- Lyon-Tour métallique de Fourvière (UKW, TV)
- Sendeturm Brest-Roc Trédudon
- Issoudun (KW)
- Sélestat (MW, stillgelegt)
- Sender Villebon-sur-Yvette (MW, stillgelegt)

### Griechenland
- Kavala (KW, MW, (IBB))
- Rhodos (KW, (IBB))

### Irland
- Athlone (MW)
- Clarkestown (LW)
- Tullamore (MW)

### Island
- Eiðar (LW, 2023 stillgelegt, Mast gesprengt)
- Grindavík (VLF stillgelegt, LW)
- Gufuskálar (LW)

### Italien
- Santa Palomba (MW)
- Caltanissetta (LW (stillgelegt), KW)
- Santa Maria di Galeria (KW, MW) (Radio Vatikan)

### Kroatien
- Grbre (Zadar) (MW)
- Deanovec (MW, KW)

### Luxemburg
- Hosingen (UKW)
- Junglinster (LW, KW (inaktiv))
- Beidweiler (LW)
- Marnach (MW), abgebaut
- Dudelange (TV, UKW)

### Mazedonien
- Ovce Pole (Sender Skopje, MW)

### Malta
- Relaisstation Cyclops (Deutsche Welle, MW, KW stillgelegt)

### Monaco
- Roumoules (LW, MW)
- Fontbonne (KW)
- Col de la Madonne (UKW, MW)

### Niederlande
- Sender Eys (TV (eingestellt), UKW)
- Sender Flevoland (MW, abgerissen)
- Kurzwellensender Flevo (KW, abgerissen)
- Goes (UKW, DVB-T)
- Heinenoord (MW, abgerissen)
- Sender Huizen (KW, abgerissen)
- Hilversum (UKW, DVB-T)
- Sender Hulsberg (MW (eingestellt), TV (eingestellt), UKW)
- Sender Lopik (MW (abgerissen), UKW, TV)
- Maastricht (UKW, DVB-T)
- Roermond (UKW, DVB-T)
- Sendeturm Smilde (UKW, TV)
- Sendeturm Wormer (UKW, TV)
- IJsselstein (Gerbrandytoren) (MW, UKW, TV)

### Norwegen
- Kvitsøy (MW abgerissen, KW stillgelegt)
- Ingoy (LW, stillgelegt)
- Longyearbyen (MW)
- Vigra (MW stillgelegt)
- Helgeland (VLF)

### Österreich
Senderstandort (alphabetisch nach Ort, kann mehrere Sender haben), Bundesland (Österreich) (Sendeband, Geschichte)
- Aldrans, T (MW, abgerissen)
- Bad Ischl - Katrin, O (UKW, DAB+, DVB-T2, PAL)
- Bisamberg, W (ein Sendegebäude jedoch in N) (MW, 2008 stillgelegt, 2010 gesprengt)
- Deutsch-Altenburg, N (LW, KW stillgelegt)
- Dobl, St (MW stillgelegt, Amateurfunk)
- Dobratsch, K (UKW, TV)
- Freinberg, O (UKW, MW abgerissen)
- Gaisberg, S (MW 25 kW, abgerissen)
- Graz - St. Peter, St (UKW, DAB, DVB-T)
- Jauerling, N (UKW, DAB, DVB-T)
- Kahlenberg, W (UKW, DAB, TV)
- Kronstorf, O (MW,  Teile auf den Bisamberg transferiert, Rest abgerissen)
- Lauterach, V (UKW, früher auch TV und MW)
- Lichtenberg, O (UKW, DAB, DVB-T)
- Moosbrunn, N (KW) (stillgelegt, abgerissen)[2]
- Patscherkofel, T (UKW, DAB, DVB-T)
- Pfänder, V (UKW, DAB, DVB-T)
- Pyramidenkogel, K (UKW)
- Rauchkofel, T (UKW, DVB-T)
- Schöckl, St (UKW, DVB-T)
- Untersberg, S (von Bayern betrieben)
- Wachberg, N (UKW, DVB-T)
- Wien - Donauturm, W

### Polen
- Raszyn (LW)
- Konstantynów (LW eingestürzt)
- Solec Kujawski (LW)
- Gleiwitz (MW stillgelegt)
- Rothsürben (MW (stillgelegt), UKW)
- Przebędowo (Sender Posen, MW stillgelegt, abgerissen)
- Wola Rasztowska (Warschau III) (MW stillgelegt)
- Langwellensender Radom (kommerzieller Langwellenfunk, keine Rundfunkübertragung)
- Sendemast Krynice (UKW)

### Portugal
- Sines (Relaisstation, DW, abgerissen)

### Rumänien
- Brașov-Bod (LW)
- Galbeni (Bacau) (KW)
- Bukarest Tiganesti (KW)

### Russland
- Bolschakowo (MW, LW, stillgelegt) (Stimme Russlands)
- Krasnodar (KW) (Stimme Russlands)
- Taldom (LW, MW, stillgelegt) (stärkster Rundfunksender der Welt)
- Krasny Bor (LW, MW, KW, stillgelegt)
- Schuchow-Radioturm (MW (stillgelegt), UKW (demontiert), Mobilfunk)

### Schweden
- Langwellensender Motala (LW stillgelegt)
- Langwellensender Orlunda (LW abgerissen, Mobilfunk)
- Ruda (VLF)
- Längstwellensender Grimeton (VLF, UKW, TV)
- Hörby (KW stillgelegt, abgerissen, UKW, TV)
- Sölvesborg (MW stillgelegt)
- Sender Nacka (TV)

### Schweiz
Terrestrisch wird nur noch Radio gesendet, kein Fernsehen. Mit Ausnahme von wenigen Privatsendern, die noch in UKW senden, wird nur noch in DAB+ gesendet
Stillgelegt, teilweise abgerissen
- Beromünster, LU (MW stillgelegt, Reservemast abgerissen)
- Sottens, VD (MW (Hauptmast abgerissen), KW stillgelegt)
- Monte Ceneri, TS (MW stillgelegt, abgerissen)
- Sarnen, OW (MW, KW stillgelegt, abgerissen)
- Schwarzenburg, BE (KW stillgelegt, abgerissen)
- Prangins, VD (LW (Zeitzeichen), abgerissen)

Senderstandorte
- Sankt Chrischona, BS
- Chasseral, BE
- Bantiger, BE
- Rigi, SZ
- Uetliberg, ZH
- Säntis, SG

- Sumvitg Campieschas, GR
- Altdorf Ried, SH
- Linthal Schleimen, GL
- Personico Grotti, TI
- Eriz Losenegg, BE
- Cavigliano Cratolo, TI
- Feldis Planign, GR
- Charmey Monse, FR
- Eggerberg Finnu, VS
- Nenzlingen Uf Egg, BL
- Le Cerneux-Pequignot Charmottes, NE
- Gurmels Schapula, FR
- Vicosoprano Sasc Pruemaveira, GR
- Nenzlingen Eggflue, BL
- Camignolo Cima Di Lago, TI
- Küttigen Wasserfluh, AG
- S Sulpice Haut De La Vy, NE
- Lostorf Froburg, SO
- Chardonne Mt. Pelerin, VD
- Muehleberg Stockeren, BE
- Wildhaus Säntis, SG
- Puidoux Flonzaley, VD
- Quarten Walensee, SG
- Quarten Walensee Fratten, SG
- Quarten Walensee Hof, SG
- Feusisberg Etzel, SZ
- Gingins Barillette, VD
- Zernez Munt Schera, GR
- Heutte Metairie De Nidau, BE
- Péry La Reuchenette, BE
- Biel-Bienne Bözingen, BE
- Bressaucourt Courtedoux Bois Montaigre, JU
- Delémont Rossemaison Beuchille, JU
- Eschert Roches Raimeux, BE
- Biberist Zuchwil Birchi, SO
- Sierre, VS
- Nenzlingen Pfeffingen Eggflue, BL
- Salgesch Hubil, VS
- Thun Allmend, BE
- Martigny, VS
- Füllinsdorf Liestal Schoenthal, BL
- Leissigen, BE
- Böckten Sissach Chienberg, BL
- Bönigen Matten Luetschine, BE
- Iseltwald Chüebalm, BE
- Courgevaux Murten Vignes, FR
- Münchenwiler Murten Combettes, BE
- Granges Paccot Fribourg Poya, FR
- Habsburg Scherz, AG
- Giswil Sachseln, OW
- Sachseln Zollhaus, OW
- Sachseln Hintere Brüggi, OW
- Kriens Schlund, LU
- Luzern Kriens Sonnenberg, LU
- Alpnach Hergiswil, OW
- Baden Baregg, AG
- Brienz Iseltwald Giessbach, BE
- Aarau Oberholz, AG
- Buchrain Dierikon Rontal, LU
- Birmensdorf Eggrain Egghau, ZH
- Birmensdorf Eggrain Ristet, ZH
- Birmensdorf Eggrain Weiher, ZH
- Birmensdorf Aesch, ZH
- Küssnacht am Rigi Burg, SZ
- Regensdorf Weiningen Gubrist, ZH
- Opfikon Bubenholz, ZH
- Wassen Standel Naxberg, UR
- Wassen Pfaffensprung, UR
- Neuhausen am Rheinfall Galgenbuck, SH
- Morschach Oelberg, SZ
- Gurtnellen Wassen Ripplistal, UR
- Sisikon Buggital, UR
- Gurtnellen Wilerplanggen, UR
- Schaffhausen Fäsenstaub, SH
- Flurlingen Neuberg Cholfirst, ZH
- Gurtnellen Platti, UR
- Anzonico Biaschina, TI
- Jona Aspwald, SG
- Rivera Mt. Ceneri, TI
- Porza Vezia Vedeggio Cassarate, TI
- Schinznach-Dorf Elbis, AG
- Mesocco Gei, GR
- Quarten Walensee Murgwald, SG
- Mesocco Bosch Brusei, GR
- Mesocco Lant Flonoch, GR
- St. Gallen Schoren West, SG
- St. Gallen Stich 2, SG
- St. Gallen Stephanshorn, SG
- Rongellen Thusis, GR
- Rongellen Thusis Crapteig, GR
- Sils im Domleschg, GR
- Wattwil Vordere Schomatten, SG
- Küblis Luzein, GR
- Silvaplana, GR
- Saas, GR
- Orsieres Champex, VS
- Langnau im Emmental Dürsrüti, BE
- Leuk Pulligen, VS
- Visperterminen Gebidem 2, VS
- Zermatt Riffelalp Station, VS
- Zernez Muottas 2, GR
- Arbaz Ayent Pas Maimbre, VS
- Biel Magglingen Baspo Bellavista, BE
- Bovernier Ravoire, VS
- Chalais Vercorin Cret Midi, VS
- Chavannes-sur-Moudon Velotty, VD
- Flamatt Silo, FR
- Mels Vermol, SG
- Niederhünigen Barschwandhubel, BE
- Premier Buclards, VD
- Roveredo Fedele, GR
- Schleitheim Birbistel, SH
- Thal Steiniger Tisch, SG
- Welschenrohr Schlössli, SO
- Wil Silostrasse, SG
- Villars sur Glâne Belle Croix, FR
- Beatenberg Niederhorn, BE
- Bondo Bosch Grass, GR
- Estavannens Maumochy, FR

### Serbien
- Stubline (MW, KW)

### Slowakei
- Bratislava (UKW, TV)
- Nitra (MW)

### Slowenien
- Domžale (MW)
- Beli Križ (MW)

### Spanien
- Torreta de Guardamar (VLF)
- Arganda del Rey (MW)
- Majadahonda (MW, RNE Madrid)
- Dos Hermanas (MW, RNE Sevilla)
- Palau-solità i Plegamans (MW, RNE Barcelona)

### Tschechien
- Liblice (MW, KW)
- Mělník-Chloumek (MW)
- Dobrochov (MW)
- Topolná (LW)
- Ještěd (UKW)
- Kleť (UKW, DAB, DVB-T)

### Ungarn
- Sender Lakihegy (LW und MW im Diplexbetrieb)
- Sender Solt (MW)

### Vereinigtes Königreich
- Criggion (VLF stillgelegt)
- Anthorn (VLF)
- Droitwich (LW, MW)
- Burghead (LW, MW)
- Westerglen (LW, MW)
- Brookmans Park (MW)
- Orfordness (MW)
- Emley Moor (UKW, TV)
- Donington on Bain (UKW, TV)
- Skelton (VLF, KW)
- Ascension (KW)
- Rugby (VLF, abgerissen)
- Sendeanlage Woofferton (KW)

## Afrika

### Ägypten
- New Cairo (DVB-H Versuchssender)

### Algerien
- Tipaza (LW)

### Madagaskar
- Relaisstation von Radio Nederland Wereldomroep

### Marokko
- Tanger (KW) (Relaisstation IBB)
- Nador (LW, KW) Radio Medi

### Ruanda
- Kigali (KW, abgerissen) (Relaisstation DW)

### Sao Tomé e Principe
- Sao Tomé (MW) Voice of America

## Asien

### Hongkong
- Temple Hill (UHF TV)
- Mount Gough (UKW)
- Kowloon Peak (UHF TV, UKW)
- Golden Hill (UHF TV, UKW, MW)
- Castle Peak (UHF TV, UKW)
- Cloudy Hill (UHF TV, UKW)
- Lamma Island (UHF TV, UKW)
- Beacon Hill (UKW)
- Peng Chau (MW)

### Indonesien
- Malabar (LW)

### Japan
- Yamata, Koga (KW) (NHK)

### Mongolei
- Ulaanbaatar (LW, MW, UKW)

### Nordkorea
- Ch’ŏngjin (MW)
- Kanggye (KW)
- Kujang (P’yŏngan-pukto) (KW)
- Pjöngjang (KW)

### Philippinen
- Tinang (KW) (Relaisstation IBB)

### Singapur
- Kranji (KW) (Relaisstation BBC World Service)

### Sri Lanka
- Iranawila (KW) (Relaisstation IBB)
- Trincomalee (KW) (Relaisstation DW)

### Thailand
- Udon Thani (KW) (Relaisstation IBB)

## Amerika

### Antigua und Barbuda
- Antigua (Relaisstation DW und BBC)

### Ecuador
- Pifo (KW) (Radio HCJB)

### Kanada
- Sackville (KW) (Radio Canada International)

### Kuba
- Radio Rebelde
- Radio Habana Cuba

### Niederländische Antillen
- Bonaire, Radio Nederland Wereldomroep

### USA
- Bethany (Ohio) (KW) (stillgelegt)
- Cutler (VLF)
- Delano (Kalifornien) (KW) (VoA, Radio Martí)
- Greenville (North Carolina) (KW) (VoA, Radio Martí)
- Marathon (Florida) (MW) (Radio Martí)
- Okeechobee; (Radio Miami International) WRMI (KW); vormals WYFR

## Historische Sendeanlagen
- Sender Gleiwitz
- Sender Heilsberg
- Sendemast Konstantynów
- Deutschlandsender III
- Überseesender Eilvese
- Sender Königs Wusterhausen
- Großfunkstelle Nauen
- Sender Zeesen
- Sender Dobl bei Graz (A)